# 640

## أحداث
- حصار حصن بابليون في الفترة ما بين مايو وديسمبر.
- نهاية حملة الفتح الإسلامي للشام في 640 والتي بدأت في 633.
- بداية حملة الفتح الإسلامي لمصر في 640 والتي انتهت في 642.

## مواليد
- القاسم بن سعر أمير عمان في عهد الخليفة عبد الملك بن مروان الأموي.
- ثابت بن عبد الله بن الزبير ابن الخليفة عبد الله بن الزبير.
- الأخطل
- موسى بن نصير - قائد جيوش الأمويين في بلاد المغرب والأندلس. (توفي 716م )
- عبد الله بن همام السلولي من شعراء العصر الأموي.

## وفيات
- صفية بنت عبد المطلب
- أسيد بن حضير
- مالك ابن عوف النصري الهوازني